# نارنجک تفنگی
نارنجک تفنگی گلوله ای است شبیه گلوله آر پی جی که به وسیله تفنگ و غالباً با سلاح ژ-۳ به سمت هدف پرتاب می‌شود. این گلوله به وسیله گازی که فشنگ گازی (و نه مشقی) ایجاد می‌کند به سمت نقطه مورد نظر هدایت می‌شود. خرج گود و خرج ضمیمه از اجزای مهم نارنجک تفنگی می‌باشند که در جلوی سر نارنجک قطعه ای قرار دارد که هنگام برخورد سر نارنجک با هدف خرج احتراق مشتعل می‌شود. نارنجک تفنگی مجهز به یک فنر نازنک است که عمل نشانه‌گیری را دقیق تر می‌کند و برای تیراندازی به سمت اهداف مختلف در سازه‌های ۵۰، ۷۵ و ۱۰۰ متری به کار می‌رود.

## کاربرد
از نارنجک تفنگی برای انهدام ادوات نظامی و تخریب سنگرهای بتنی استفاده می‌شود.

## انواع نارنجک تفنگی
- نارنجکهای جنگی قابل انفجار ضد تانک و ضد نفر
- نارنجکهای دود زا
- نارنجکهای رنگی
- نارنجکهای آموزشی و مشقی

## ایمنی
- شرط احتیاط آن است که برای پرتاب نارنجک تفنگی از تفنگ ژ-۳ استفاده شود که مطمئن‌ترین سلاح برای استفاده از این ابزار جنگیست.
- برای پرتاب نارنجک تفنگی فقط می‌توان از فشنگ گازی بدون مرمی استفاده کرد و استفاده از فشنگ جنگی منجر به انفجار نارنجک و در نتیجه منفجر شدن سلاح و مرگ حتمی تیرانداز خواهد شد.
- برای استفاده از نارنجک تفنگی حتماً باید از شعله پوش تفنگ ژ-۳ استفاده کرد.
- در هنگام پرتاب نارنجک تفنگی تحت هیچ شرایطی نباید خشاب داخل مخزن سلاح باشد.
- هنگام قرار دادن نارنجک تفنگی در سر لوله سلاح، باید اطمینان حاصل شود که نارنجک تا آخرین حد ممکن در درون لوله تفنگ فرورفته است.
- یک نارنجک تفنگی سالم و استاندارد به راحتی در سر لوله تفنگ قرار می‌گیرد و زود جای خود را پیدا می‌کند و نباید برای جا انداختن آن از قوه زور استفاده کرد.